# 訃報 1989年7月
訃報 1989年7月（ふほう 1989ねん7がつ）では、1989年（平成元年）7月中に物故した、又は物故が報じられた人物についてまとめる。

## （1日 - 15日）

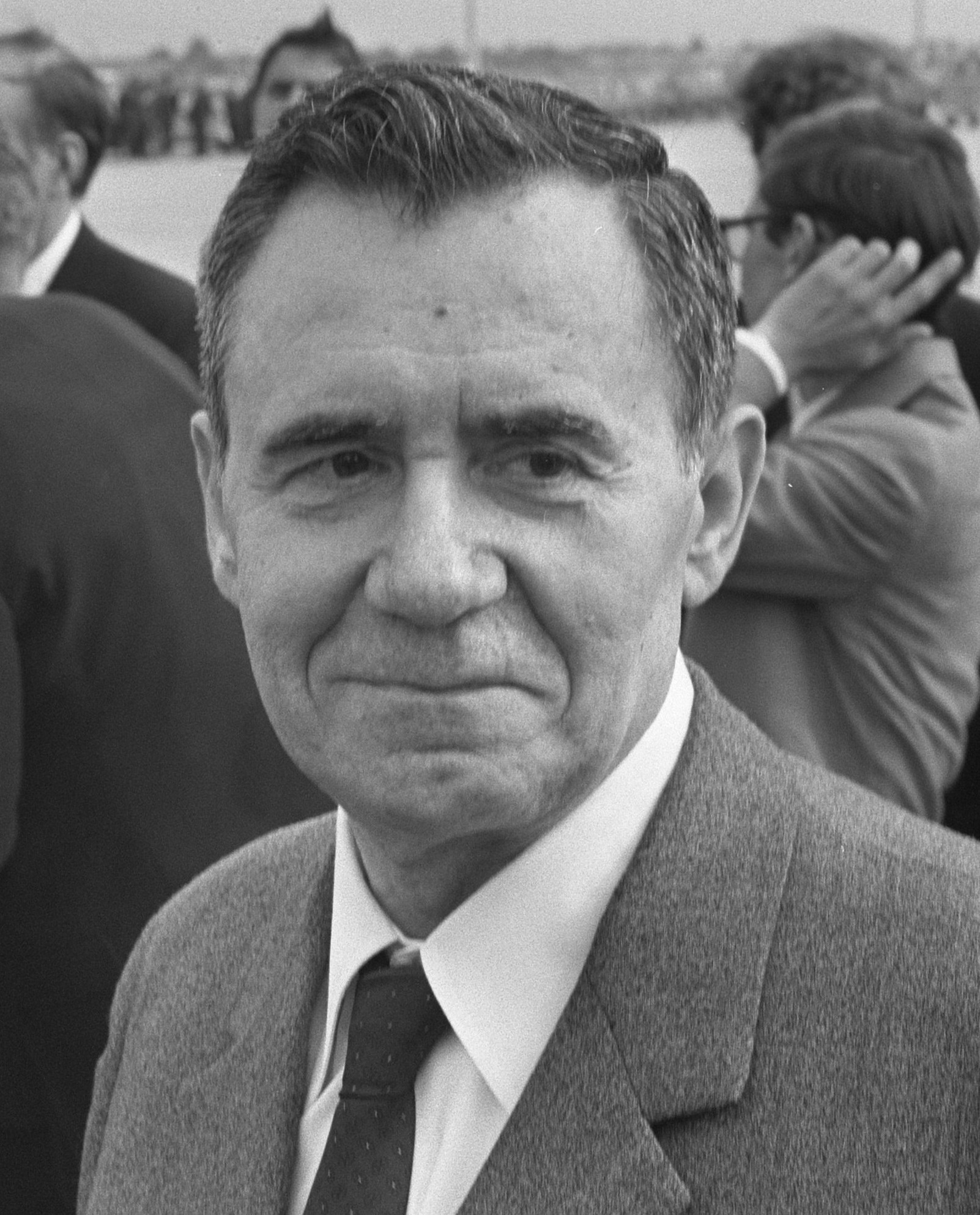
アンドレイ・グロムイコ／7月2日没

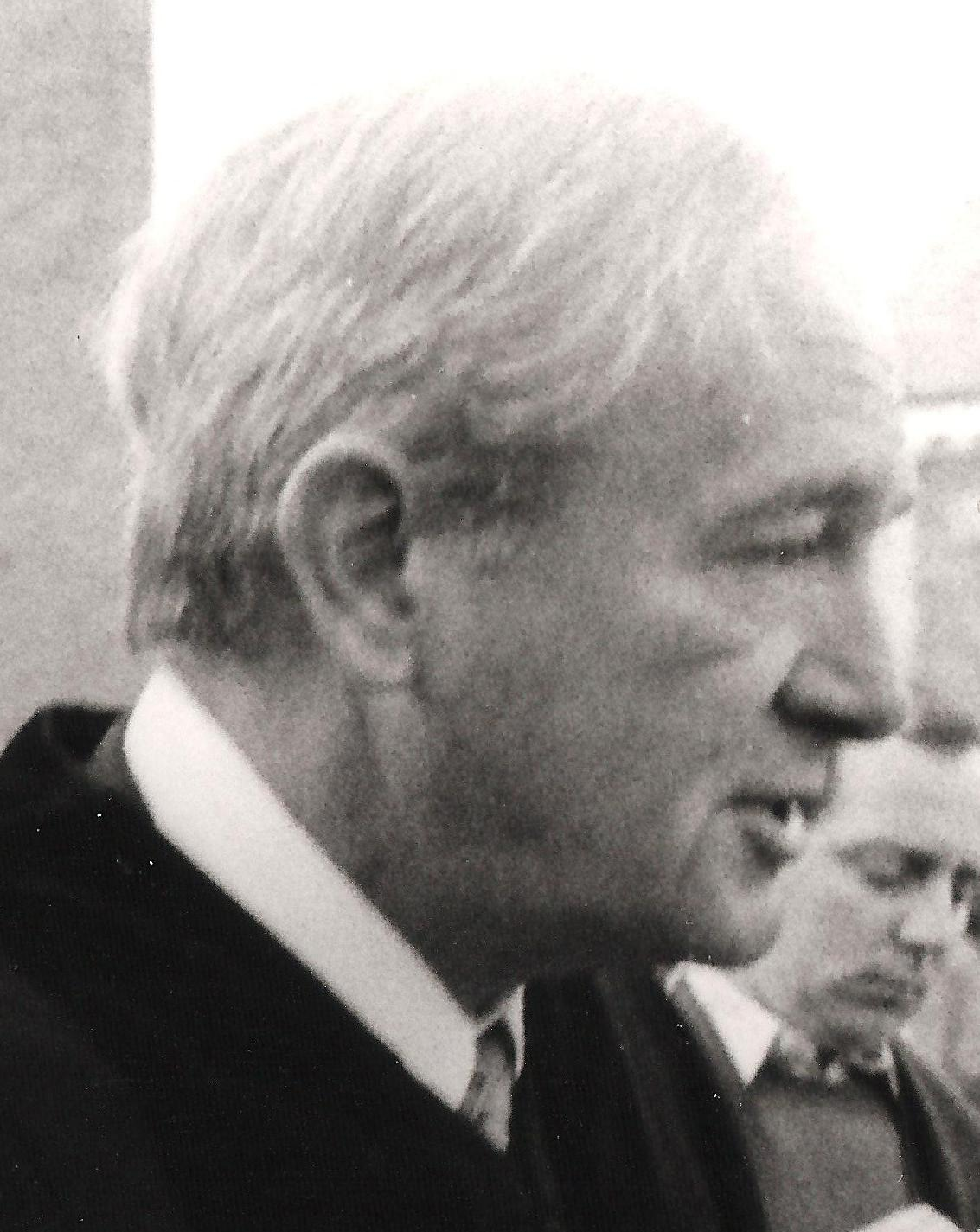
フランクリン・J・シャフナー／7月2日没

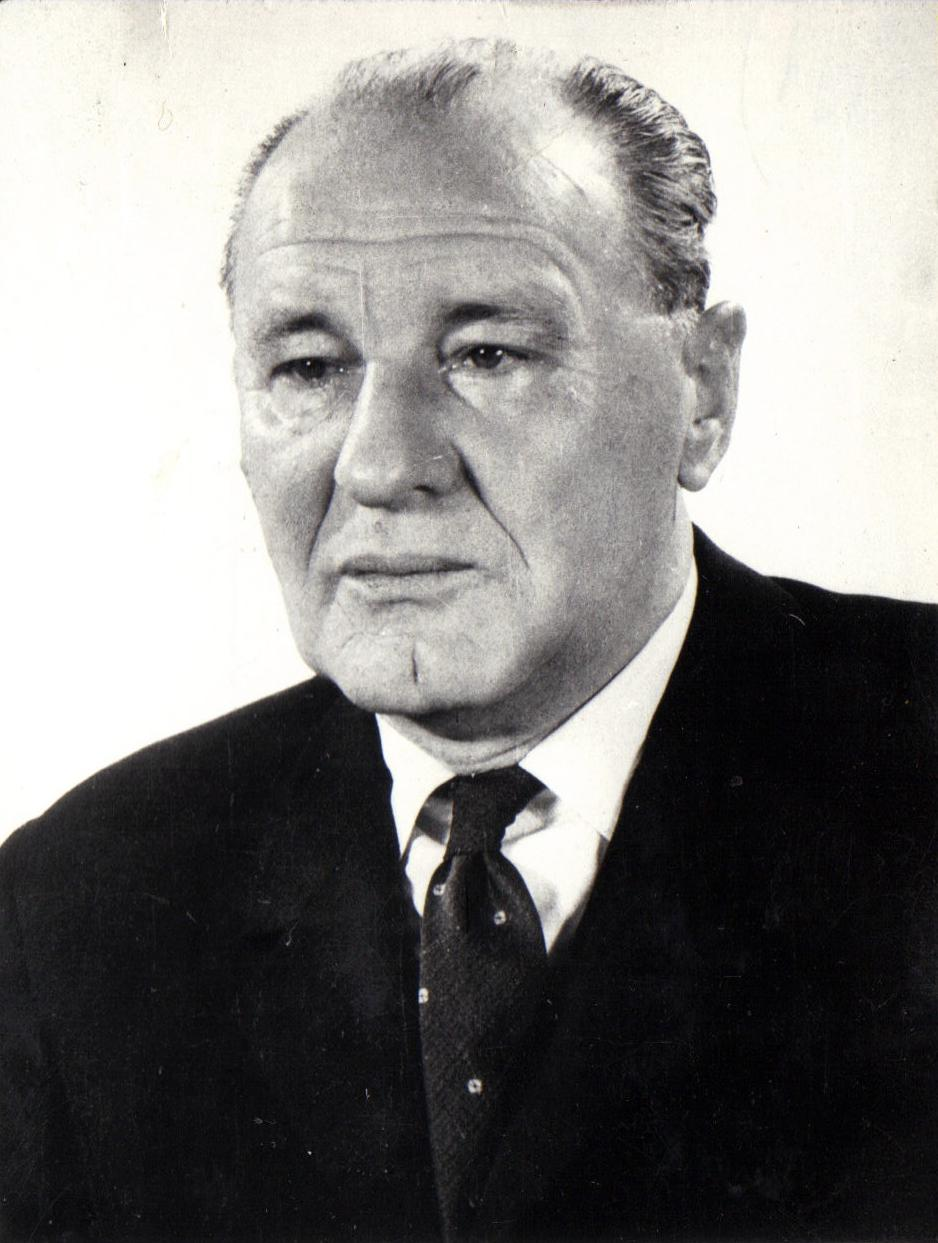
カーダール・ヤーノシュ／7月6日没

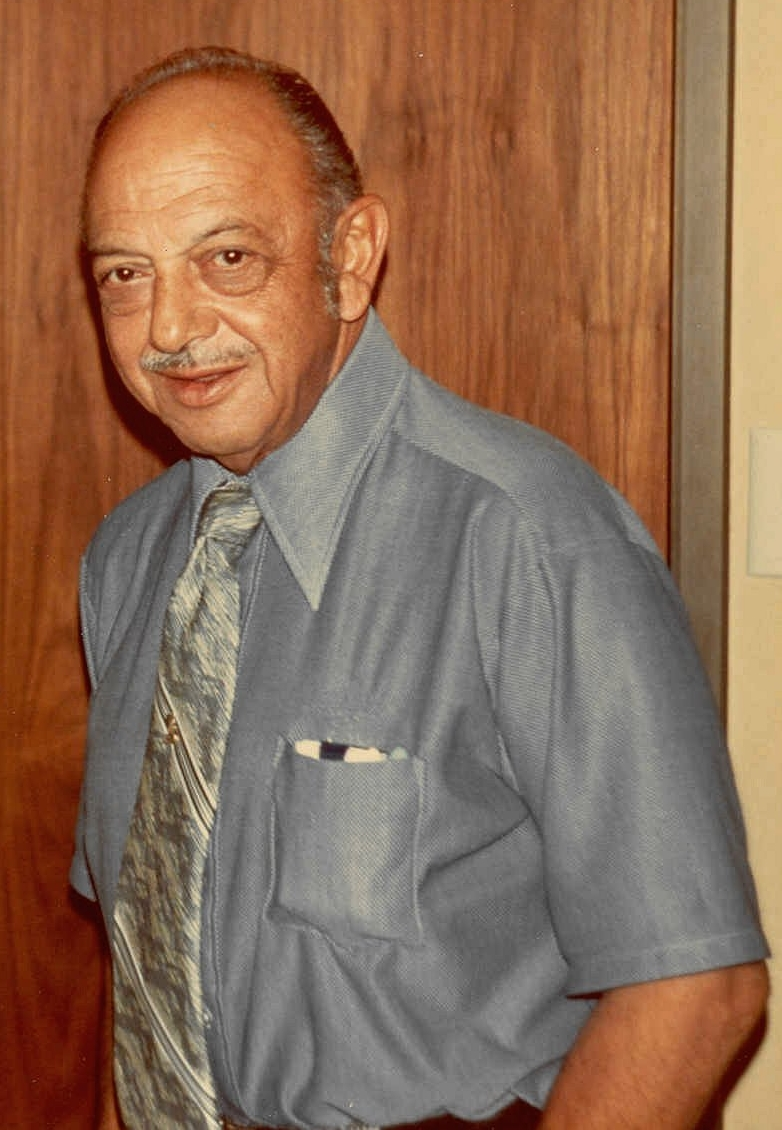
メル・ブランク／7月10日没

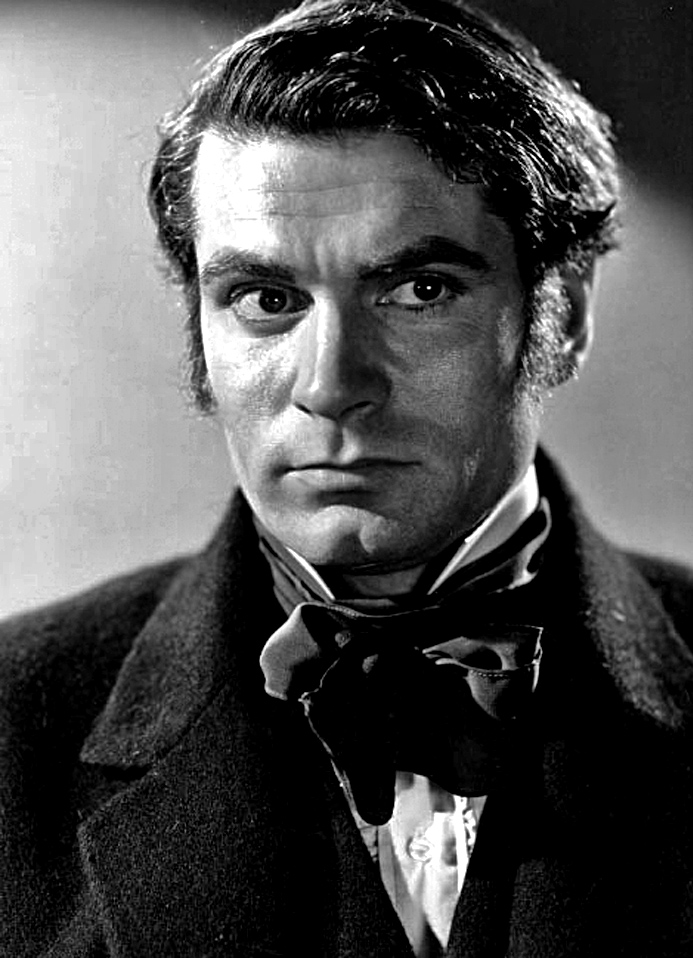
ローレンス・オリヴィエ／7月11日没

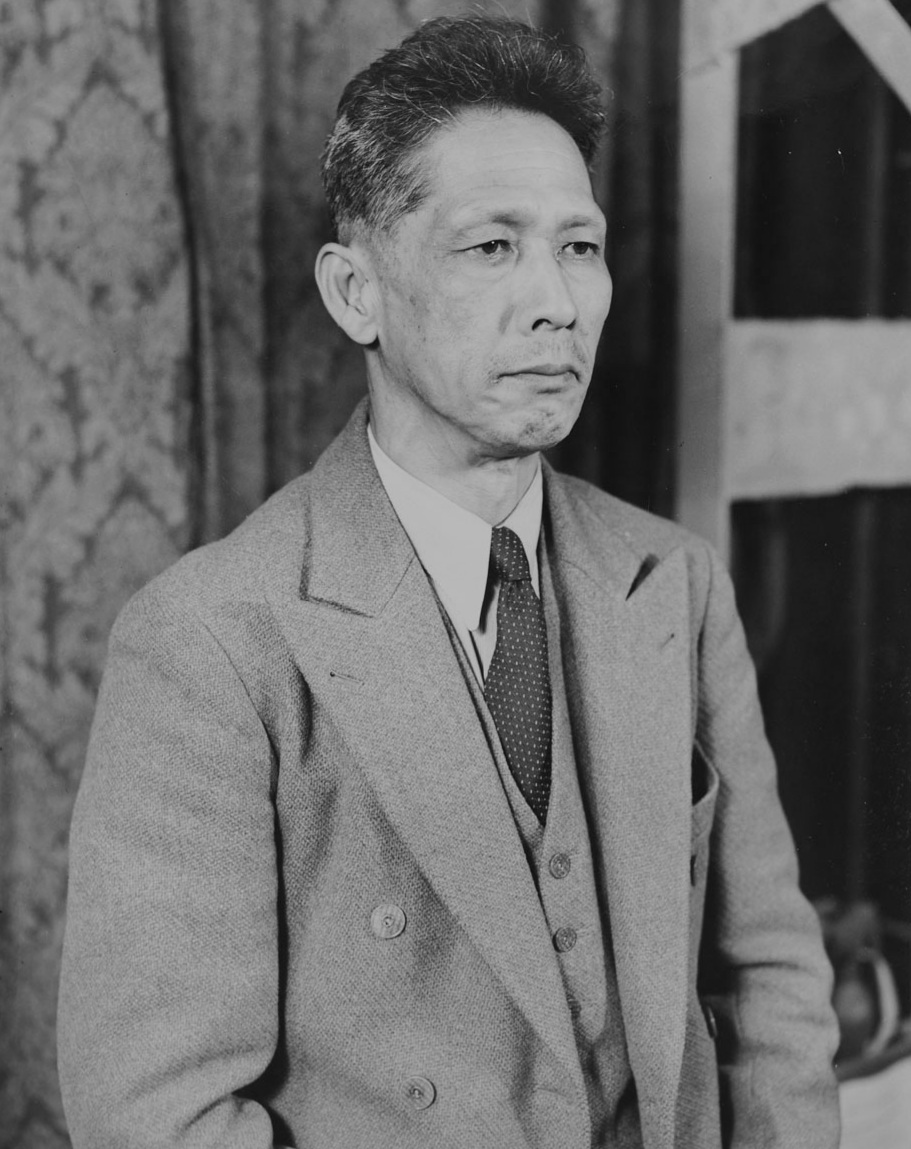
鈴木貞一／7月15日没

- 7月2日 - アンドレイ・グロムイコ、元ソ連外相・ソビエト連邦最高会議幹部会議長（* 1909年）
- 7月2日 - フランクリン・J・シャフナー、映画監督（* 1920年）
- 7月6日 - カーダール・ヤーノシュ、ハンガリーの指導者（* 1912年）
- 7月8日 - 荒垣秀雄、ジャーナリスト・コラムニスト（* 1903年）
- 7月10日 - メル・ブランク、声優、俳優、コメディアン（* 1908年）
- 7月11日 - ローレンス・オリヴィエ、俳優（* 1907年）
- 7月12日 - 寺田政明、洋画家（* 1912年）
- 7月15日 - 鈴木貞一、軍人（* 1888年）

## （16日 - 31日）

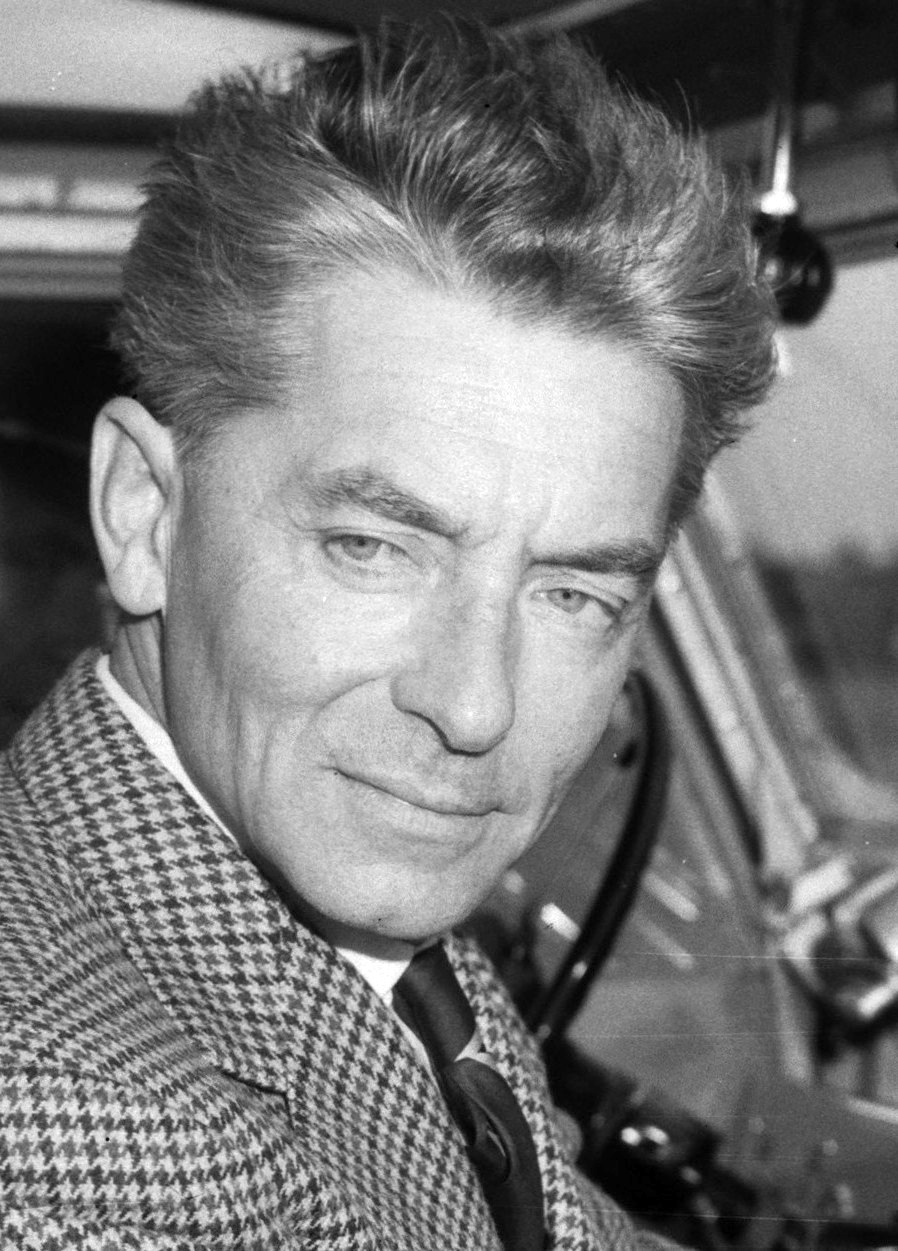
ヘルベルト・フォン・カラヤン／7月16日没

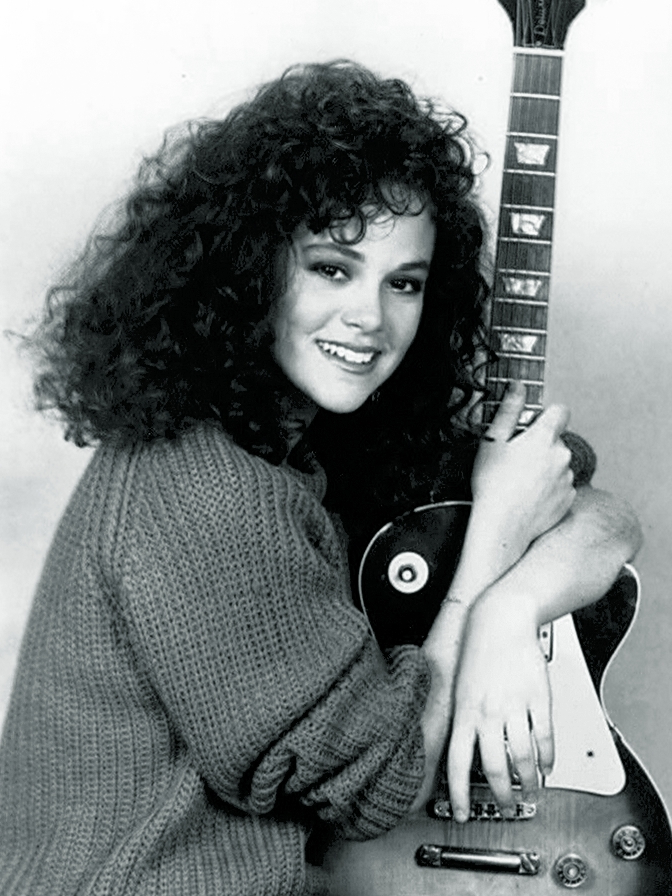
レベッカ・シェイファー／7月18日没

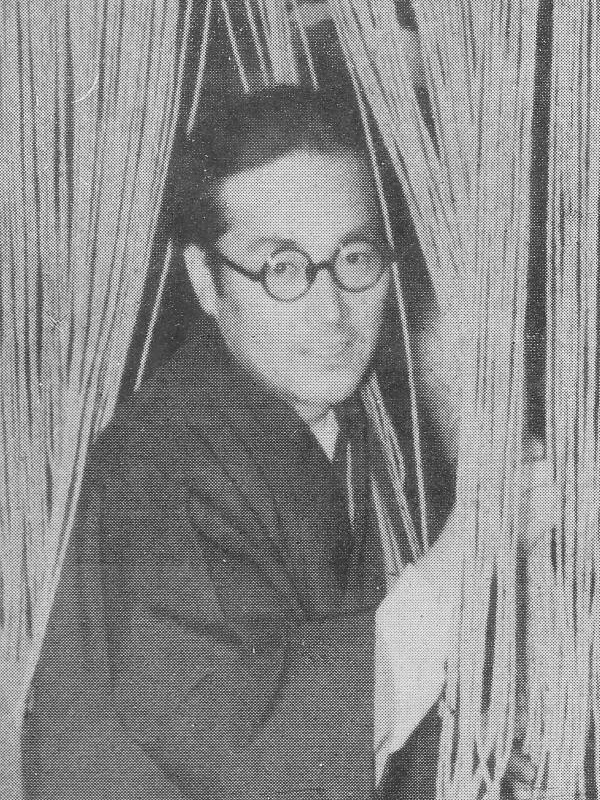
辰巳柳太郎／7月29日没

- 7月16日 - ヘルベルト・フォン・カラヤン、指揮者（* 1908年）
- 7月16日 - 川口敏男、詩人（* 1910年）
- 7月17日 - 井手雅人、脚本家、小説家（* 1920年）
- 7月18日 - レベッカ・シェイファー、女優（* 1967年）
- 7月19日 - 伊藤真乗、真如苑開祖 （* 1906年）
- 7月24日 - 牧健二、法制史家（* 1892年）
- 7月25日 - 小山いと子、作家（* 1901年）
- 7月29日 - 辰巳柳太郎、俳優（* 1905年）
- 7月29日 - 森敦、小説家（* 1912年）